# Arthur Moreira-Lima
Arthur Moreira-Lima (Rio de Janeiro, 16 luglio 1940 – Florianópolis, 30 ottobre 2024) è stato un pianista brasiliano.

## Biografia
Intraprese lo studio del pianoforte all'età di sei anni e a nove era già in grado di eseguire un concerto di Mozart in pubblico.
Divenne noto dopo aver vinto il secondo premio alla settima edizione del Concorso pianistico internazionale Frédéric Chopin nel 1965, a Varsavia, classificandosi alle spalle di Martha Argerich: in quel concorso  inoltre ottenne due premi speciali, il premio del pubblico e quello per la miglior sonata. Risultò vincitore del terzo premio al Concorso pianistico internazionale di Leeds e al Concorso internazionale Čajkovskij nel 1970.
Negli anni '70 registrò su disco tutti i lavori di Fryderyk Chopin.
Negli ultimi anni viaggiò per il Brasile da nord a sud in un camion suonando in posti dove la musica classica è raramente ascoltata.
Morì a Florianópolis il 30 ottobre 2024 all'età di 84 anni, dopo aver tentato di contrastare un tumore all'intestino.